# 藤原兼房 (中宮亮)
藤原 兼房 （ふじわら の かねふさ）は、平安時代中期から後期にかけての貴族・歌人。藤原北家、中納言・藤原兼隆の長男。官位は正四位下・讃岐守。

## 経歴
三条朝末の長和4年（1015年）右近衛少将に任ぜられる。後一条朝に入ると、寛仁2年（1018年）正月に従四位下に叙せられて少将を辞す。同年4月に内裏で開かれた宴会に参加した際、その場で唐突に蔵人頭・藤原定頼を口汚く罵倒するや、定頼の前に置いてあった料理を足で蹴散らし、頭から被り物を奪おうとする。さらに定頼が逃げ込んだ控室に雨のごとく石を投げつけるが、定頼が控室から出てこないとみるや、今度は殿上の間で定頼を侮辱する言葉を喚き散らすという事件を起こす。これにより兼房は謹慎処分となり暫く参内を禁じられた。同年10月に藤原威子が中宮に冊立されると兼房は中宮権亮に任ぜられ、11月には従四位上に昇叙される。
治安元年12月（1022年1月）清涼殿で行われた御仏名の最中に少納言・源経定と口論を始め、兼房が経定の頭の被り物を叩き落としたことをきっかけに取っ組み合いの喧嘩となる。ついには兼房が経定を一方的に暴行し始めるが、経定の父の権中納言・源道方に助けを求められた大納言・藤原能信が二人の肩を笏で打ち据え、ようやく二人は引き離された。両者の親であった中納言・藤原兼隆と源道方は、この様子を見て人目もはばからず泣きながらその場を退出してしまったという。
治安3年（1023年）これまでの中宮亮に加えて右馬頭も兼ねる。同年12月には蔵人・源成任の控室において、中宮の侍を務めていた宮内少輔・藤原明知を4人の従者に打ち懲らしめさせる事件を起こす。明知が関白・藤原頼通に訴え出たことから事件はたちまち露見し、兼房は即座に内裏から追放され、従者らは捕らわれたという。
その後は、後一条朝中期から後冷泉朝にかけて丹後守・備中守・播磨守・讃岐守と地方官を歴任する。この間の長元2年（1029年）には正四位下に叙せられているが、その後40年に亘って昇進は叶わず、公卿昇任は果たせずに終わっている。延久元年（1069年）6月4日卒去。最終官位は前讃岐守正四位下。享年69。

## 人物
歌人としては名を著し、『後拾遺和歌集』（7首）以下の勅撰和歌集に15首が入首している。柿本人麻呂を崇敬するあまり、夢にその姿を見て、それを絵に描かせて秘蔵していたという。のちに藤原顕季がこれを模写して、初めて人麿影供を行なったとされる。能因や相模、出羽弁といった歌人達と交流があり、江侍従との間には一女（左大臣家少輔）を儲けている。

## 官歴
- 長和2年（1013年） 8月1日：昇殿[6]
- 長和4年（1015年） 2月18日?：右近衛少将[7]
- 寛仁2年（1018年） 正月5日：従四位下、止少将?[7]。10月16日：中宮権亮（中宮・藤原威子）[6]。10月22日：従四位上[8]
- 治安3年（1023年） 見10月13日：右馬頭、中宮亮如元
- 長元元年（1028年） 9月26日：見兼丹後守、中宮亮如元[6]
- 長元2年（1029年） 2月23日：正四位下[9]
- 長元8年（1035年） 正月29日：備中守[10]
- 長暦3年（1039年） 正月1日：見備中守[11]。
- 天喜2年（1054年） 秋：見播磨守[12]
- 天喜5年（1057年） 2月2日：見内蔵頭[13]
- 時期不詳：讃岐守[14]
- 延久元年（1069年） 6月4日：卒去（前讃岐守正四位下）[15]

## 系譜
- 父：藤原兼隆
- 母：源扶義の娘
- 妻：源高雅の娘
  - 男子：藤原兼仲（1037-1085）
- 妻：大江匡子（江侍従） - 大江匡衡の娘
  - 女子：左大臣家少輔
- 生母不明
  - 男子：静範
  - 男子：円範
  - 女子：讃岐君[16]

また『尊卑分脈』や『宇都宮系図』などによると、兼房の子に宗円がおり宇都宮氏の祖となったとされる。しかしこれについては、宗円の出自を中原氏とするなどの異論もあり、正確なことは判っていない。